# Hondo Valle, Elías Piña
Hondo Valle je mesto v provinci Elías Piña v Dominikanski republiki.

## Gospodarstvo
Glavna gospodarska dejavnost mesta in njegove okolice je kmetijstvo.